# Lista de presidentes do Santa Cruz Futebol Clube
Esta é a lista de presidentes do Santa Cruz Futebol Clube, fundado no dia 03 de fevereiro de 1914 e sediado no Recife. 
| #  | Período     | Presidente                        |  |
| -- | ----------- | --------------------------------- |  |
| 1  | 1914        | José Luiz Vieira                  |  |
| 2  | 1915 - 1916 | Quintino Miranda Paes             |  |
| 3  | 1917        | Augusto Franklin Ramos            |  |
| 4  | 1918        | Luiz Andrade                      |  |
| 5  | 1919 - 1924 | Arsênio Borges                    |  |
| 6  | 1925        | Augusto Dias Simões               |  |
| 7  | 1926 - 1928 | Carlos Rios                       |  |
| 8  | 1929 - 1930 | Manfredo Cunha                    |  |
| 9  | 1931 - 1932 | Carlos Alfonso de Melo            |  |
| 10 | 1933 - 1934 | Alcides Lima                      |  |
| 11 | 1935 - 1936 | Virgílio Borba Júnior             |  |
| 12 | 1937        | Heráclito Borges                  |  |
| 13 | 1938        | Rubens Bernardo Carneiro da Cunha |  |
| 14 | 1939        | Sidrack Correia de Oliveira       |  |
| 15 | 1940        | Jaime Galvão                      |  |
| 16 | 1941 - 1942 | Alcides Lima                      |  |
| 17 | 1943 - 1944 | Gonçalo de Melo                   |  |
| 18 | 1945        | Humberto de Oliveira Fernandes    |  |
| 19 | 1946        | José Fulgino                      |  |
| 20 | 1947 - 1950 | Edgar Beltrão                     |  |
| 21 | 1951 - 1952 | Antônio José Ferreira Leal        |  |
| 22 | 1953 - 1955 | Aristófanes de Andrade            |  |
| 23 | 1956        | Boanerges Alves da Costa          |  |
| 24 | 1957 - 1962 | Odivio Duarte                     |  |
| 25 | 1963 - 1964 | José do Rego Maciel               |  |
| 26 | 1965 - 1966 | José Inojosa                      |  |
| 27 | 1967 - 1968 | James Thorp                       |  |
| 28 | 1969 - 1970 | Aristófanes de Andrade            |  |
| 29 | 1971 - 1972 | James Thorp                       |  |
| 30 | 1973        | Gastão de Almeida                 |  |
| 31 | 1974        | João Caixeiro                     |  |
| 32 | 1975 - 1976 | José Nivaldo de Castro            |  |
| 33 | 1977 - 1978 | Mariano Pedro Mattos              |  |
| 34 | 1979 - 1980 | Rodolfo Aguiar                    |  |
| 35 | 1981 - 1982 | Humberto Ribeiro Alves            |  |
| 36 | 1983 - 1984 | Vanildo Oliveira Ayres            |  |
| 37 | 1985        | Aristófanes de Andrade            |  |
| 38 | 1985 - 1988 | José Neves Filho                  |  |
| 39 | 1989 - 1990 | Dirceu Menelau Silva              |  |
| 40 | 1991 - 1992 | Raimundo Moura                    |  |
| 41 | 1993 - 1994 | Alexandre Moreira Miranda         |  |
| 42 | 1995 - 1996 | Luiz Arnaldo Pessoa de Melo       |  |
| 43 | 1997 - 1998 | Edelson Barbosa                   |  |
| 44 | 1999 - 2000 | Jonas Alvarenga                   |  |
| 45 | 2001 - 2002 | José Mendonça                     |  |
| 46 | 2003 - 2004 | José Neves Filho                  |  |
| 47 | 2005 - 2006 | Romero Jatobá                     |  |
| 48 | 2007 - 2008 | Edelson Nogueira (Edinho)         |  |
| 49 | 2009 - 2010 | Fernando Bezerra Coelho           |  |
| 50 | 2011 - 2014 | Antônio Luiz Neto                 |  |
| 51 | 2015 - 2017 | Alírio Moraes                     |  |
| 52 | 2018 - 2020 | Constantino Junior                |  |
| 53 | 2021 - 2022 | Joaquim Bezerra                   |  |
| 54 | 2022 - 2023 | Antonio Luiz Neto                 |  |